# 大統領の料理人
『大統領の料理人』（だいとうりょうのりょうりにん、Les Saveurs du palais）は、2012年のフランスの伝記映画。
監督はクリスチャン・ヴァンサン、出演はカトリーヌ・フロとジャン・ドルメッソンなど。
フランス大統領官邸（エリゼ宮殿）史上初の女性料理人として1980年代に2年間、フランソワ・ミッテラン仏大統領（当時）に仕えたダニエル・デルプシュをモデルとしている。第38回セザール賞で主演のカトリーヌ・フロが主演女優賞にノミネートされた。

## ストーリー
フランスの片田舎で小さなレストランを営んでいたオルタンス・ラボリは、ある日突然、ミッテラン大統領の専属料理人に抜擢される。名刺を渡したことがあるだけのロブションの推薦があったからだという。
大統領官邸（エリゼ宮殿）史上初の女性料理人として周囲の男性の嫉妬や専横に遭いながらも、給仕長のジャン＝マルクや助手のニコラらの協力の下、素朴な家庭料理をこよなく愛する大統領から厚い信頼を得るようになる。しかし、大統領の健康管理や経費削減により、自由に料理を作れなくなったオルタンスは心身ともに疲れ果て、専属料理人を2年で辞職する。
その後、オルタンスは南極のフランス観測基地で料理人となり、1年間の任期を無事に終える。
映画では、オルタンスがフランス観測基地での任期満了となる朝から夜までの一日と、大統領専属料理人として過ごした過去の2年間が交互に描かれる。

## キャスト
括弧内は日本語吹替
オルタンス・ラボリ
演 - カトリーヌ・フロ（小山茉美）
ミッテラン大統領
演 - ジャン・ドルメッソン（大木民夫）
フランスの第21代大統領。
ダヴィッド・アズレ
演 - イポリット・ジラルド（池田ヒトシ）
執事。
ニコラ・ボヴォワ
演 - アルチュール・デュポン（KENN）
オルタンスの助手。パティシエ。
ジャン＝マルク・ルシェ
演 - ジャン＝マルク・ルロ（木下浩之）
大統領の給仕長。
メアリー
演 - アルリ・ホベール (原島梢)
ベリエール
演 - エルヴァ・ピエール (坂口候一)
コシュ・デュリ
演 - フィリップ・ウシャン (武田幸史)
ジョン
演 - ジョー・シェリダン
グレゴリー
演 - スティーヴ・トラン
ロイック
演 - マヌエル・ル・リエーヴル (田尻浩章)
パスカル・ル・ピク
演 - ブライス・フルニエ
長官
演 - トーマス・シャブロル

## トリビア
ミッテラン大統領を演じたジャン・ドルメッソンはフランスの高名な哲学者で、本作が映画初出演である。

## 作品の評価
アロシネによれば、フランスの21のメディアによる評価の平均点は5点満点中3.2点である。
Rotten Tomatoesによれば、批評家の一致した見解は「確かに食通の映画ファンならばもっと簡単に納得させられるだろうが、美しく撮られた伝記映画である『大統領の料理人』は美しく撮られたドラマコメディに飢えている観客のほとんどを満足させてくれるはずである。」であり、31件の評論のうち高評価は68%にあたる21件で、平均点は10点満点中6.10点となっている。
Metacriticによれば、14件の評論のうち、高評価は9件、賛否混在は4件、低評価は1件で、平均点は100点満点中61点となっている。